# HBO 2
Az HBO 2 az HBO Europe prémium műsorszolgáltató második televíziós csatornája. Az európai adásváltozat 2003. szeptember 9-én kezdte meg adását az HBO főcsatorna kiegészítő csatornájaként. Jelenleg Magyarország, Csehország, Románia, Lengyelország, Bulgária, Szerbia, Szlovákia, Bosznia-Hercegovina, Montenegró, Szlovénia, Horvátország és Észak-Macedónia területén érhető el, vegyesen lokalizált feliratokkal és szinkronokkal. 2013-as újrapozicionálása óta fő profilja a családi tartalmak, filmek és sorozatok vetítése.
A magyar nyelvű változat egy képsávon fut a cseh nyelvű és román nyelvű verziókkal, ez a csatorna Magyarország, Románia, Csehország és Szlovákia területén elérhető. A csatorna a cseh médiahatóság alá tartozik, műsorát Prágában állítják össze és Budapestről sugározzák.
2016-ig Hollandia területén is sugárzott, ezt a csatornát a délszláv országok HBO 3-as adásváltozataként indították újra. 
Ezen a néven az Amerikai Egyesült Államokban 1991. augusztus 1-én indult először műsorfolyam, illetve a 2000-es évek során Latin-Amerika több országában is, de ezek a csatornák arculatukban és profiljukban is különböznek az európai változattól, így csupán névrokonság áll fent köztük.

## Műsorok
A csatorna fizetős műsorkínálata kábeltévés csatornákon érhető el, prémium jellege miatt külön megrendeléssel, általában az HBO alapcsatornával együtt. A műsorban mozifilmek és sorozatok láthatók, vagyis elsősorban kaland- és szórakoztató műsorokat vetít. Nappal általában családi filmek, este és éjszaka akció- és horrorfilmek láthatók. A filmek egy része az HBO főcsatornán korábban már vetített film, más részük azon a héten a mozikban bemutatott alkotás. Az HBO 2 az Amerikai Egyesült Államokban úgynevezett "R"-besorolású, vagyis a 17 éven aluliaknak csak szülő, vagy más felnőtt jelenlétében való megtekintésre javasolt filmeket is vetít.

## Története
Az HBO2 1991. augusztus 1-én indult az USA-ban. Európában 2003 óta Csehországban, szeptembertől Magyarországon, HD-minőségű adást pedig Európában 2011 óta Lengyelországban, 2012-től Hollandiában vetít a csatorna, utóbbi 2013-ban megszűnt. Latin-Amerikában portugál és spanyol nyelven 2010. június 1-től érhető el a csatorna.